# Marcel Keizer
Marcel Keizer (Badhoevedorp, 15 de janeiro de 1969) é um técnico e ex-futebolista holandês que atuava como meio-campista. Atualmente comanda o Al-Shabab.

## Carreira como jogador
Foi jogador do Ajax. Formado no clube holandês, Keizer teve uma carreira de quinze anos, tendo tido destaque ao representar o Cambuur durante nove anos, somando mais de 280 jogos pelo clube neerlandês.

## Carreira como técnico

### Início
Deu inicio à sua carreira de treinador em 2007, ao assumir o comando técnico do Argon.

### Ajax
Regressou ao Ajax como treinador para assumir o comando técnico da equipe B, chegando a treinar a equipe principal do clube neerlandês durante meia temporada.

### Sporting
Em novembro de 2018 foi anunciado como novo treinador da equipe principal do Sporting até setembro de 2019. Sem títulos na carreira de treinador, saiu do Al-Jazira Club (Emirados Árabes Unidos) para suceder no cargo José Peseiro, tendo sido escolhido por preferir um futebol ofensivo, inspirado em Johan Cruijff.
Nos primeiros 7 jogos, a equipe de Marcel Keizer conseguiu marcar surpreendentes 30 gols.
Depois de uma derrota em casa por 3 a 2 contra o Rio Ave, Keizer apresentou um pedido de rescisão amigável no dia 3 de setembro de 2019.

## Títulos

### Como técnico
Sporting
- Taça da Liga: 2018–19 [1]
- Taça de Portugal: 2018–19[2]

Al-Jazira
- Campeonato Emiradense: 2020-21